# حدائق كنسينغتون

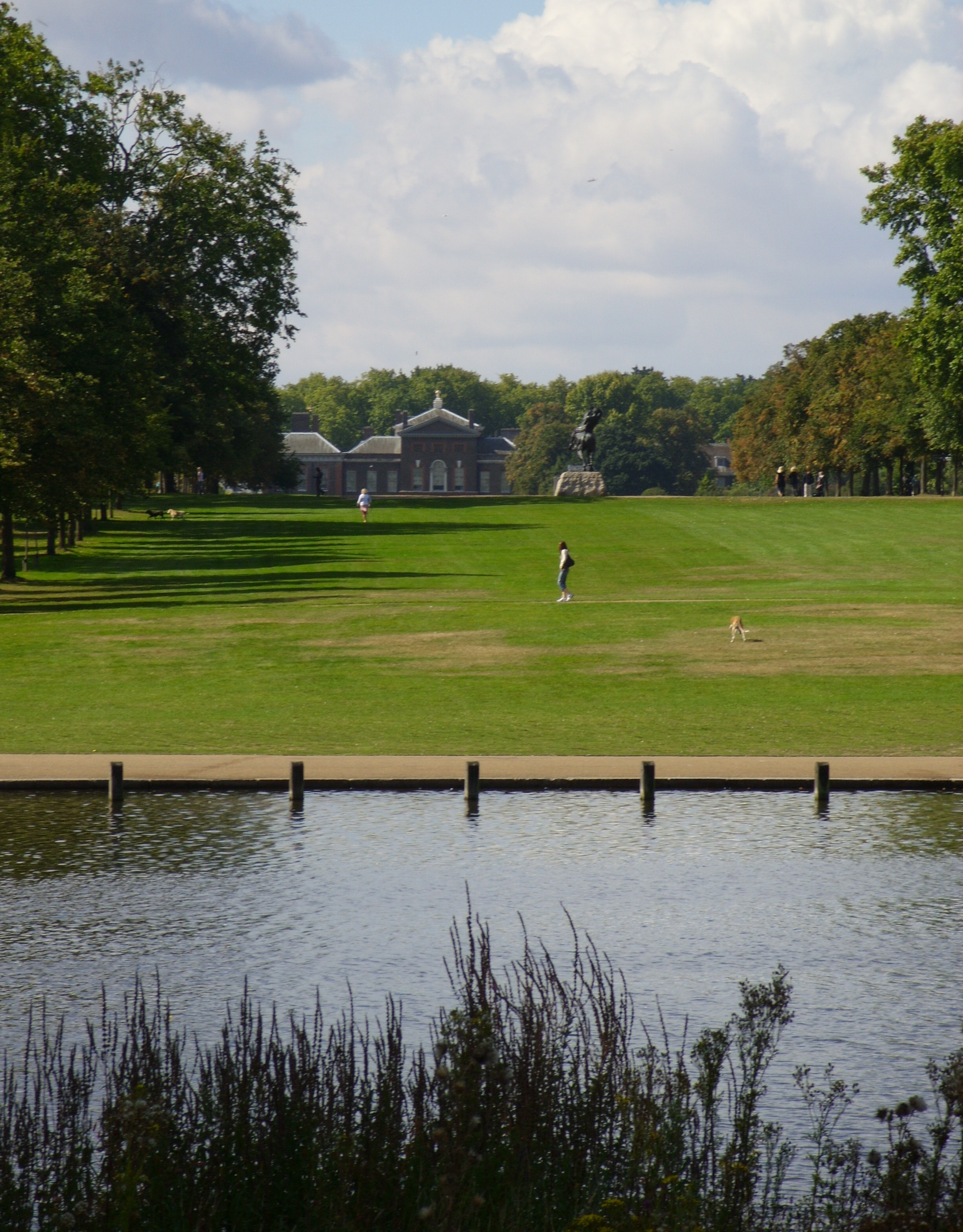
الحديقة وقصر كنسينغتون

حدائق كنسينغتون (بالإنجليزية: Kensington Gardens)‏ هي إحدى الحدائق الخاصة في قصر كنسينغتون في لندن، وهي واحدة من الحدائق الملكية في لندن، وتقع إلى الغرب من حديقة هايد بارك. تغطي الحديقة مساحة قدرها 111 هكتار (270 فدانا)، وتشكل المساحات المفتوحة في حدائق كنسينغتون، هايد بارك، وجرين بارك وسانت جيمس بارك معا «الرئة الخضراء» في قلب لندن.

## صور

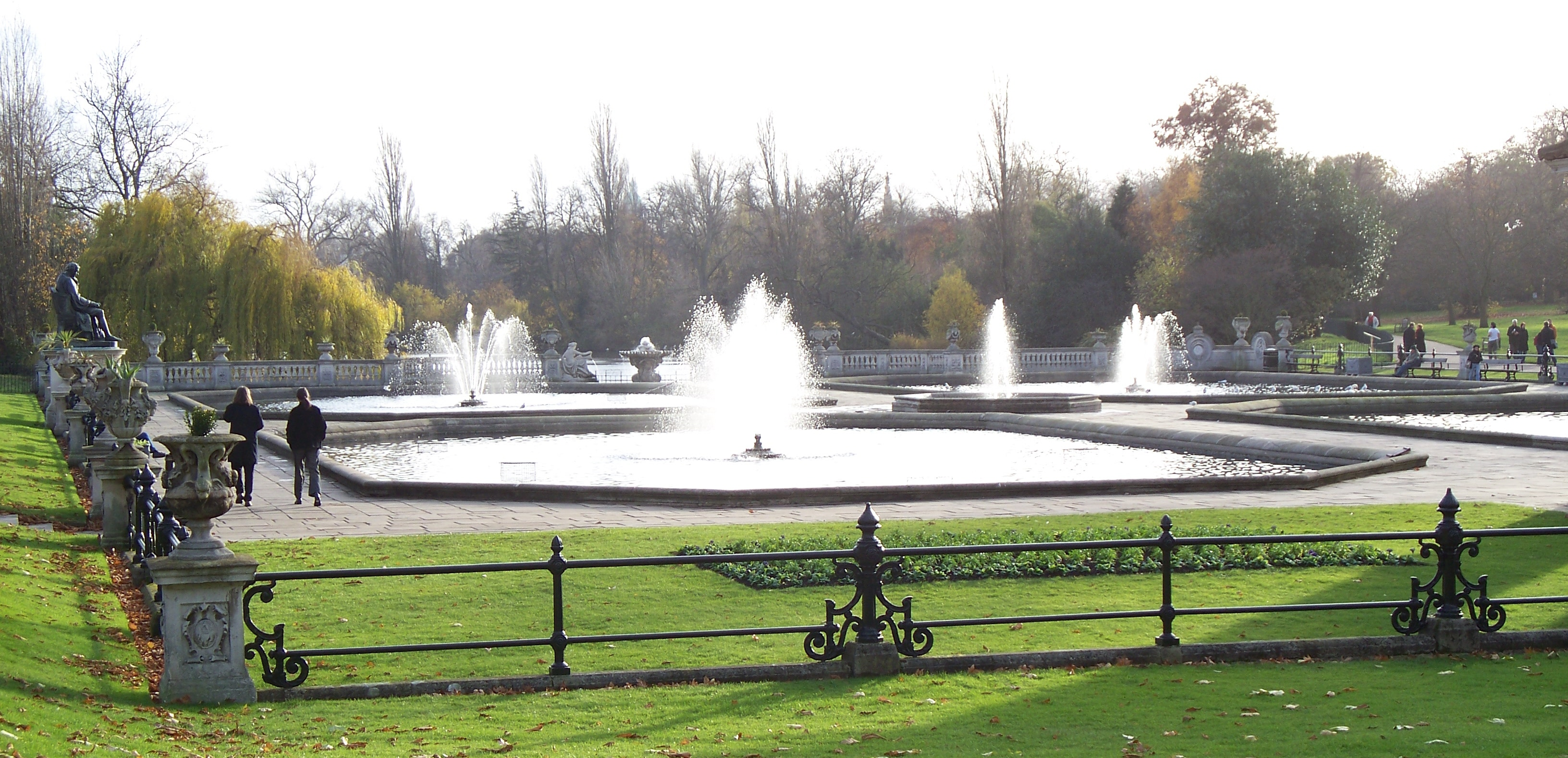
نوافير حديقة إيطالية
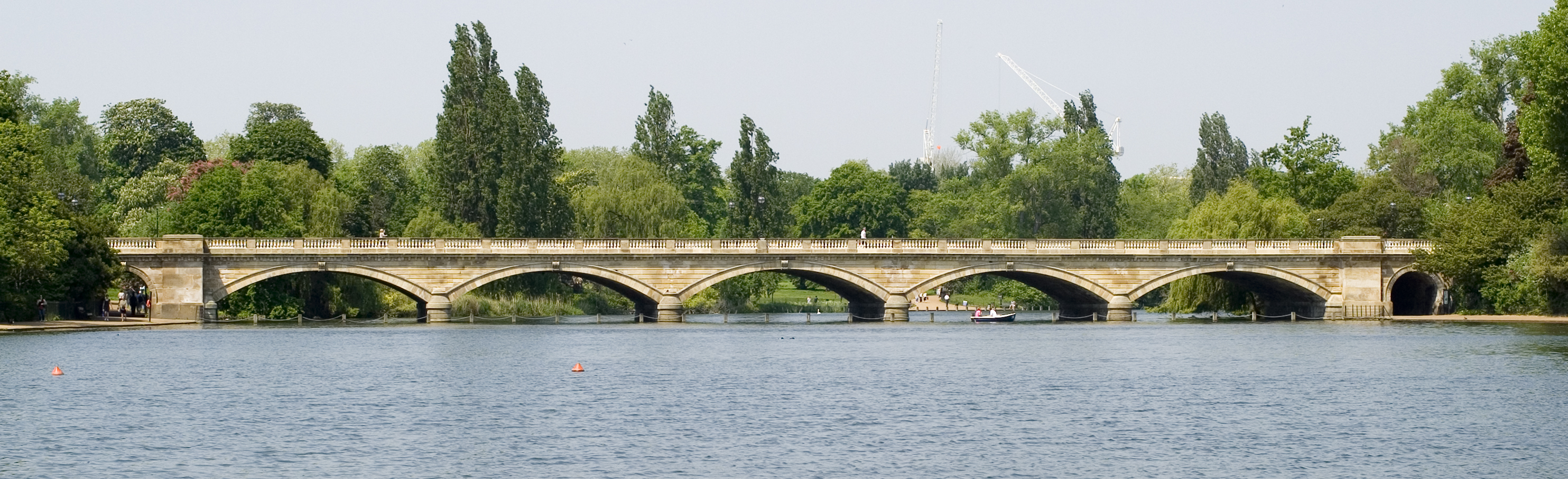
جسر يرى من هايد بارك
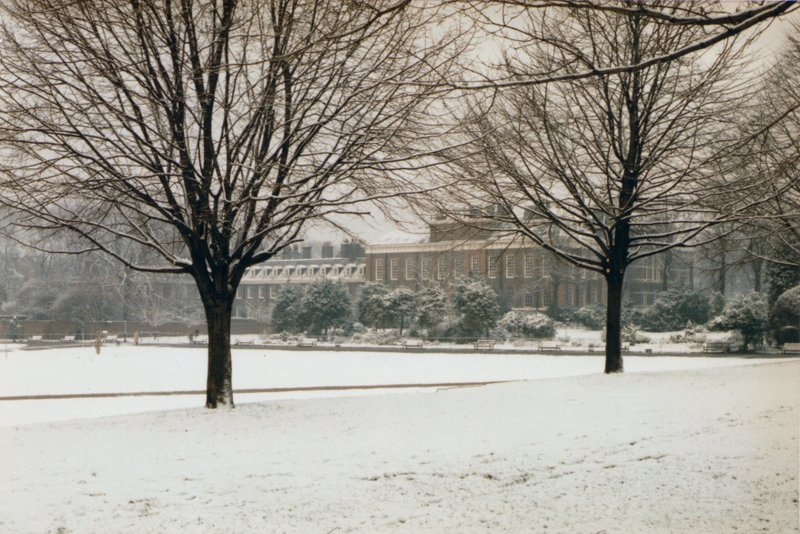
الحدائق والقصر في الشتاء
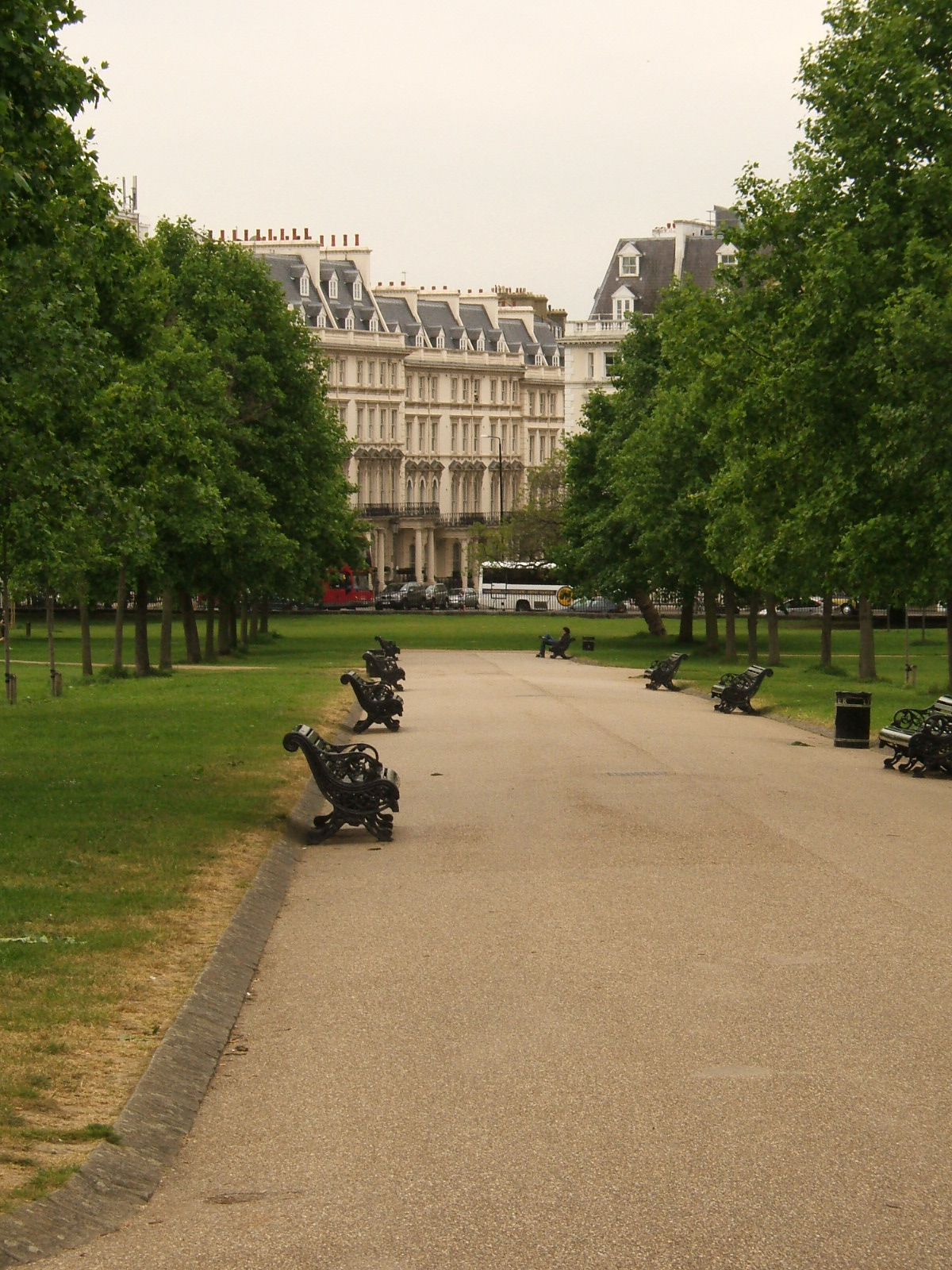
حدائق قصر كنسينغتون